# 2020년 OFC 네이션스컵
2020년 OFC 네이션스컵(2020 OFC Nations Cup)은 2021년 7월 30일부터 8월 2일까지 뉴질랜드에서 개최될 예정이던 오세아니아 축구 연맹(OFC)이 주관하는 11번째 OFC 네이션스컵 대회이다.
오세아니아 축구 연맹(OFC)은 2020년 1월 10일에 뉴질랜드를 2020년 OFC 네이션스컵 개최국으로 선정했다. 원래는 8개 팀이 본선에 참가할 예정이었는데 7개 팀은 본선에 직행하고 1개 팀이 예선을 통해 본선에 진출할 예정이었다. 하지만 코로나19 범유행의 여파로 인한 국제 축구 연맹(FIFA) A매치 일정과의 충돌로 인하여 대회를 개최할 수 없는 상황에 이르렀고 오세아니아 축구 연맹(OFC)은 2020년 4월 21일에 해당 대회의 개최를 취소한다고 결정했다.

## 예선
2020년 OFC 네이션스컵 예선은 2020년 3월 21일부터 3월 27일까지 쿡 제도 라로통가에서 개최할 예정이었으나 오세아니아 축구 연맹이 2020년 3월 9일에 해당 대회의 예선을 2020년 5월 6일까지 연기한다고 밝혔다. 하지만 대회 자체가 취소되면서 열리지 않게 되었다.
- 피지
- 누벨칼레도니
- 파푸아뉴기니
- 솔로몬 제도
- 바누아투
- 타히티섬

- 아메리칸사모아
- 쿡 제도
- 사모아
- 통가

## 경기장
2020년 OFC 네이션스컵은 원래 오클랜드에 위치한 노스 하버 스타디움, 더 트러스트 아레나에서 열릴 예정이었으나 모두 취소되었다.